# Plano de intención (sonido)
El plano de intención, como su propio nombre señala, es un plano sonoro que tiene una intencionalidad concreta, es decir, quiere remarcar algo. Los planos de intención, normalmente, suelen situar al oyente ante una introspección por ejemplo una incursión en el sueño o en la fantasía, etc.
Por ejemplo, en muchos dramáticos (en la época en que aún no había televisión y la gente estaba enganchada a la radionovela), para indicar que un determinado personaje se sumergía en una recreación onírica; se utilizaba un desvanecimento del sonido y algún efecto (unas campanillas o un cascabel). Cuando el sueño había terminado, el sonido volvía a desvanecerse y se escuchaba al personaje/actor desperezarse.
- Datos: Q9060471